# Bordzjomi-Charagauli nationalpark
Bordzjomi-Charagauli nationalpark (georgiska: ბორჯომ-ხარაგაულის ეროვნული პარკი, Bordzjom-Charagaulis erovnuli parki) är en nationalpark i centrala Georgien, belägen i lilla Kaukasus, sydväst om landets huvudstad Tbilisi.
Bordzjomi-Charagauli är en av de största nationalparkerna i Europa, och inkluderar sex administrativa distrikt från resorten Bordzjomi till staden Charagauli. Parkens totala area är 5 300 km², 7,6% av Georgiens totala yta. Parken grundades 1995 och invigdes officiellt 2001.